# Байрамча
Байрамча (крим. Bayramça) (в 1945  — 2024 рр. Миколаївка-Новоросійська)— село Успенівської сільської громади, у Білгород-Дністровському районі Одеської області України. Населення становить 1218 осіб.

## Історія
На території села виявлені поселення епохи пізньої бронзи (початок II тисячоліття до н. е.) та перших віків нашої ери. До 1807 року на місці села існувало поселення напівкочових ногайських татар Байрамча (ймовірно від назви мусульманського свята Курбан-байрам).
Після війни з Османською імперією 1806—1812 рр. Байрамча потрапило до складу Російської імперії. За даними 1824 року землі Байрамчі належали колезькому раднику Миколі Криницькому, спадкоємці якого в 1848 році продали їх поміщику К. X. Зіро.
Переважну масу населення Байрамчі становили селяни-втікачі з України, Молдавії й Росії. Більшість з них була напівзалежними селянами, які відбували натуральні й сплачували грошові повинності на користь власника землі на основі місцевих звичаїв або відповідного контракту. Юридично вони вважалися вільними. Таких селян, яких ще називали царанами, тут у 1855 році налічувалось 344 ревізькі душі. Дещо в кращому становищі були десятинники, які орендували землю в поміщика за дежму, тобто десяту частину врожаю або худоби. Проте їх було небагато. В 1853 р. юдейська громада (76 чоловіків і 60 жінок) уклали угоду з поміщиком К. Зіро про проживання на території містечка Байрамчі строком 25 років . Становище основної маси населення Байрамчі було тяжким. Вони не раз скаржилися на утиски поміщика, а в 1855 році відмовилися виконувати натуральні повинності .
В червні 1856 року Дунайське козацьке військо придбало містечко Байрамчі у поміщика К.Зіро за 115 тисяч карбованців сріблом. . В тому ж році Дунайське козацьке військо було перейменоване на Новоросійське козацьке військо. Після цього, 
16 грудня 1856 року, населений пункт був перейменований на станицю Миколаївку-Новоросійську. В 1859 році військове правління на чолі з наказним отаманом Дунайського козацького війська було переміщене з міста Аккерман до станиці Миколаївки-Новоросійської . 
За даними 1859 року у козачій станиці Аккерманського повіту Бессарабської області мешкало 857 осіб (466 чоловічої статі та 391 — жіночої), налічувалось 146 дворових господарств, існували православна церква, молитовна єврейська школа та поштова станція, відбувались базари щонеділі.
Станом на 1886 рік у колишньому державному (колишньому козачому) селі, центрі Миколаївсько-Новоросійської волості, мешкало 1044 особи, налічувалось 281 дворове господарство, існували православна церква, єврейський молитовний будинок, поштова станція, 18 лавок, 3 постоялих двори, відбувались базари щонеділі. За 9 верст — православна церква.
За переписом 1897 року кількість мешканців зросла до 1365 осіб (700 чоловічої статі та 665 — жіночої), з яких 1359 — православної віри.
Поруч із селом на заході, в бік Сарати, існував хутір Шимке – невеличке поселення німців-колоністів, де перед війною було близько двадцяти будинків.
У 1941 році, коли до Байрамчі разом із нацистськими військами увійшли румуни, відбувся масовий розстріл єврейських родин. На околиці села було знищено 70 родин, в Саратському музеї збережені імена 139 розстріляних осіб.
14 листопада 1945 року Указом Президії ВР УРСР «Про збереження історичних найменувань та уточнення і впорядкування існуючих назв сільрад і населених пунктів Ізмаїльської області»: населені пункти Байрамчанської сільради — село Байрамча перейменували на село Миколаївка-Новоросійська, хутір Шімке перейменували на хутір Зоря і Байрамчанську сільраду на Миколаївсько-Новоросійську.
19 липня 2020 року, в результаті адміністративно-територіальної реформи і ліквідації Саратського району, село увійшло ло складу новоутвореного Білгород-Дністровського району.
20 березня 2024 року Комітет Верховної Ради України з питань організації державної влади, місцевого самоврядування, регіонального розвитку та містобудування підтримав перейменування села на Байрамча, однак остаточне перейменування відбудеться тільки після успішного голосування у Верховній Раді.
19 вересня 2024 року Постановою № 3984-IX Верховної Ради України селу Миколаївка-Новоросійська Одеської області повернено історичну назву Байрамча.

## Населення
Згідно з переписом УРСР 1989 року чисельність наявного населення села становила 1238 осіб, з яких 544 чоловіки та 694 жінки.
За переписом населення України 2001 року в селі мешкало 1218 осіб.

### Мова
Розподіл населення за рідною мовою за даними перепису 2001 року:
| Мова       | Відсоток |
| ---------- | -------- |
| українська | 82,92 %  |
| російська  | 14,04 %  |
| молдовська | 1,81 %   |
| болгарська | 1,23 %   |

## Відомі люди
- Зайцев Ювеналій Петрович (1924—2020) — український гідробіолог, академік НАН України
- Строєнко Сергій Васильович (1967—2013) — радянський та молдовський футболіст.
- Яцимирський Олександр Іванович (1873—1925) — славіст-філолог.
- Елена Черней (1924 – 2000) — румунська оперна співачка (меццо-сопрано). Заслужена артистка Румунії (1962).

## Галерея

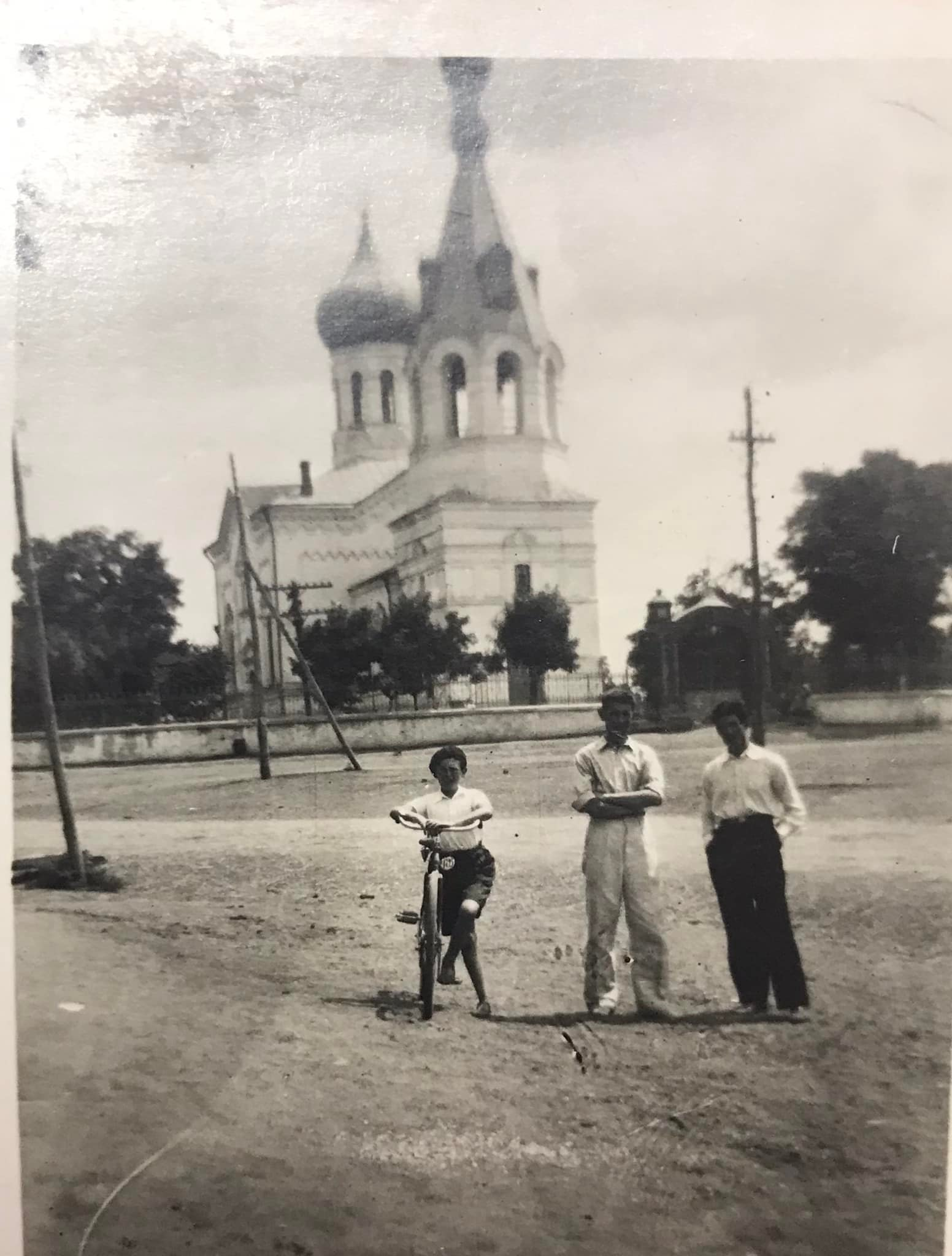
Байрамча, церква , фото 1937 р.
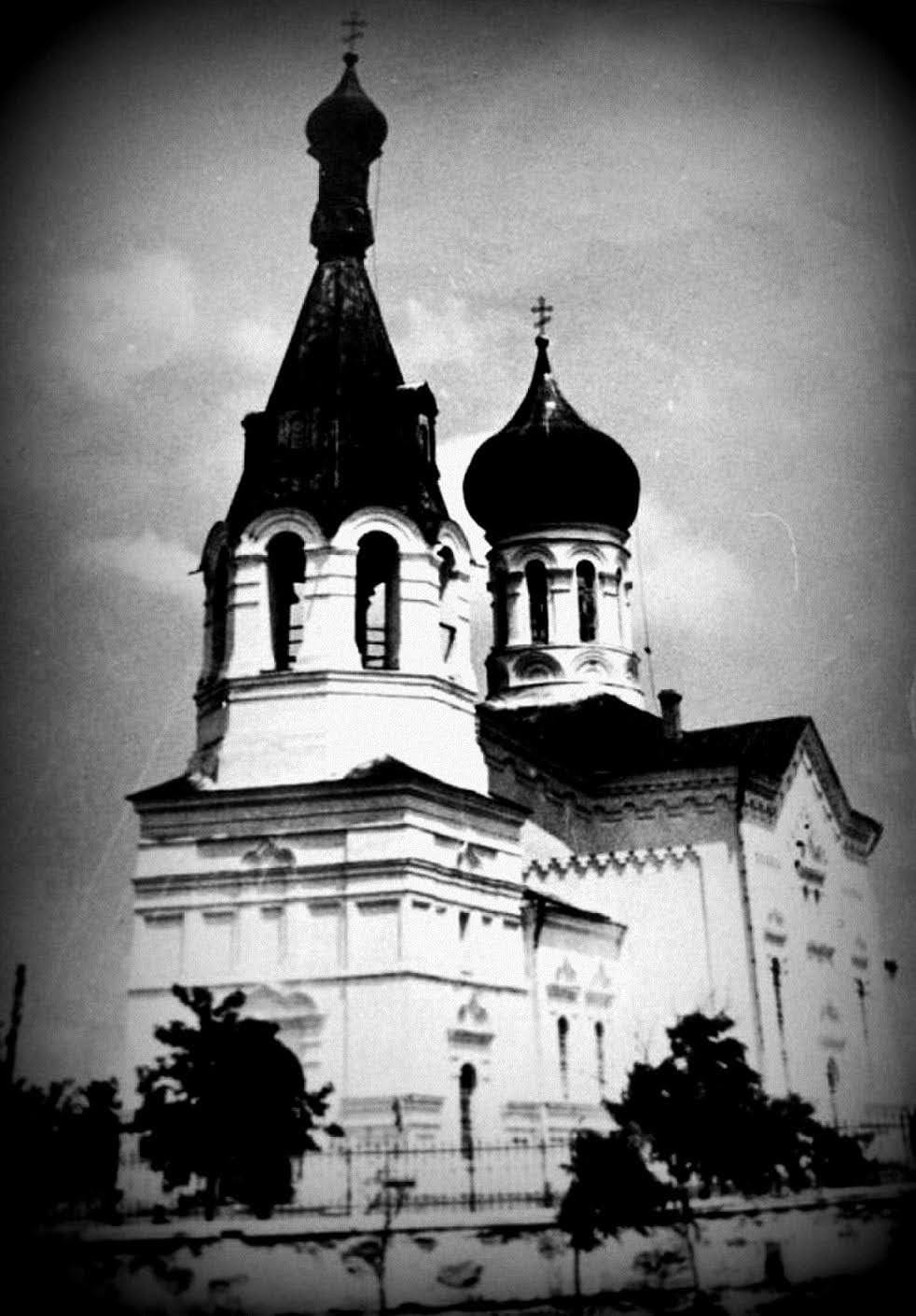
Церква с. Байрамча зруйнова радянською владою.
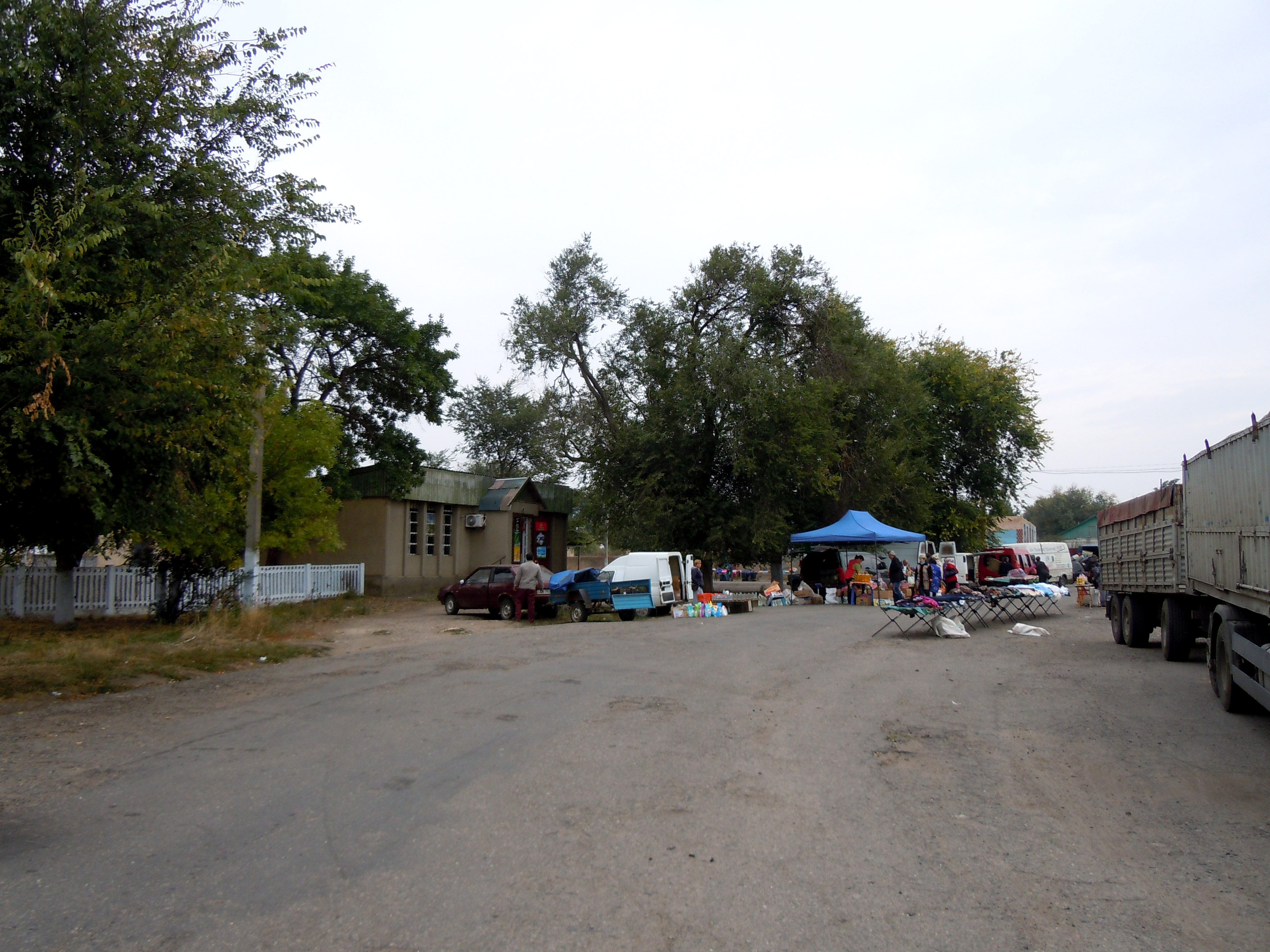
Суботній базар
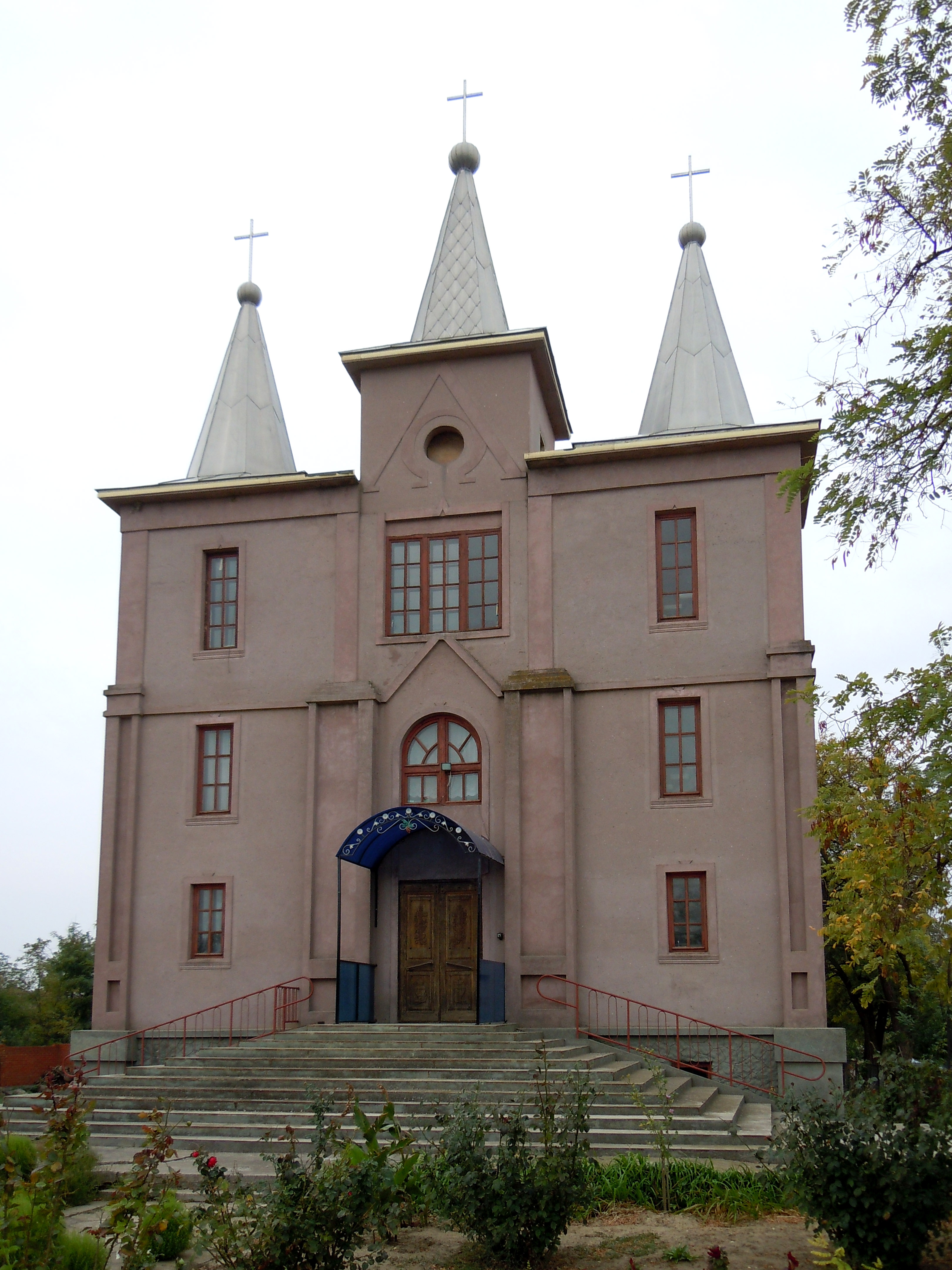
Церква Баптистів
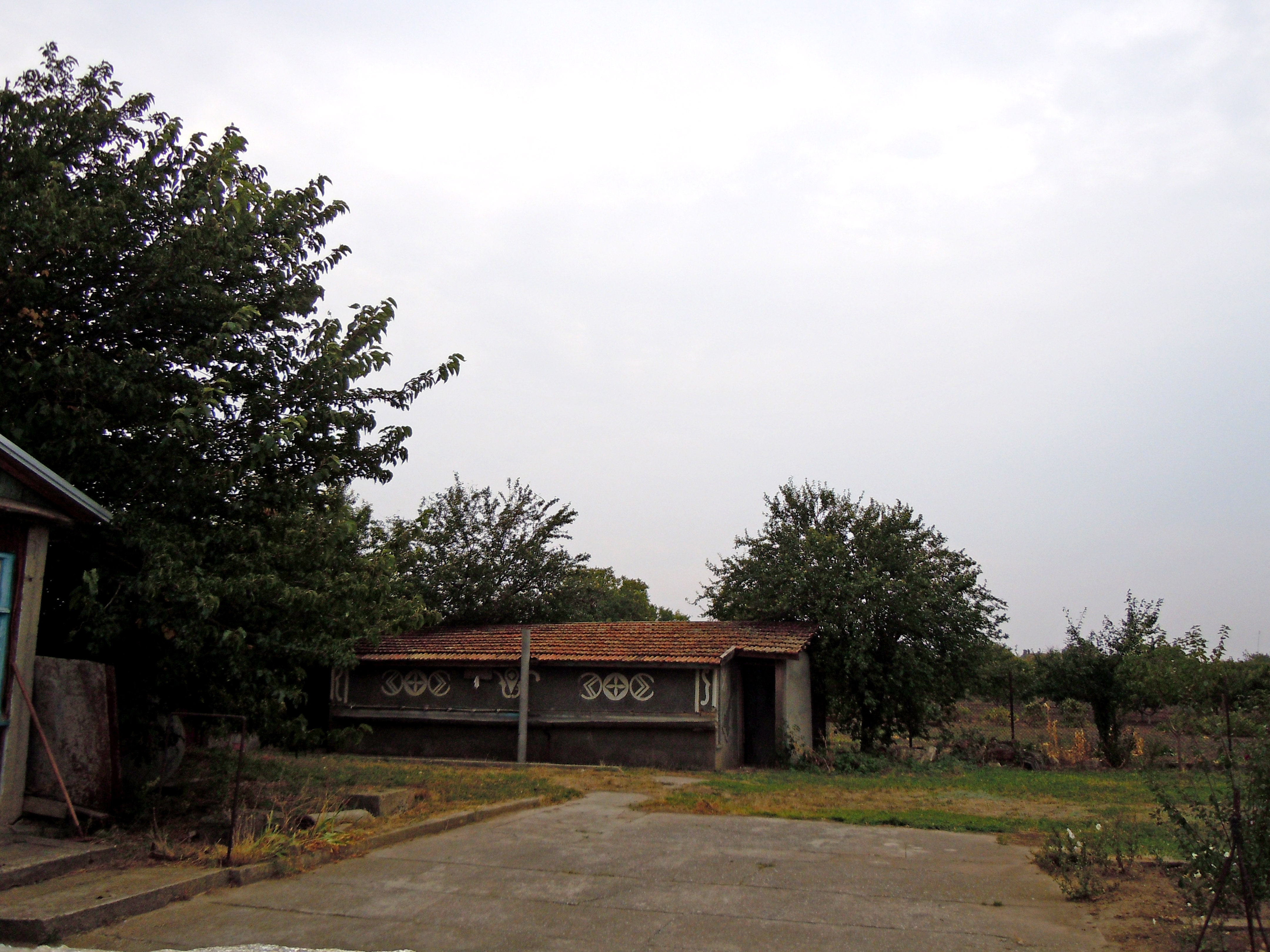
Церковне подвір'я
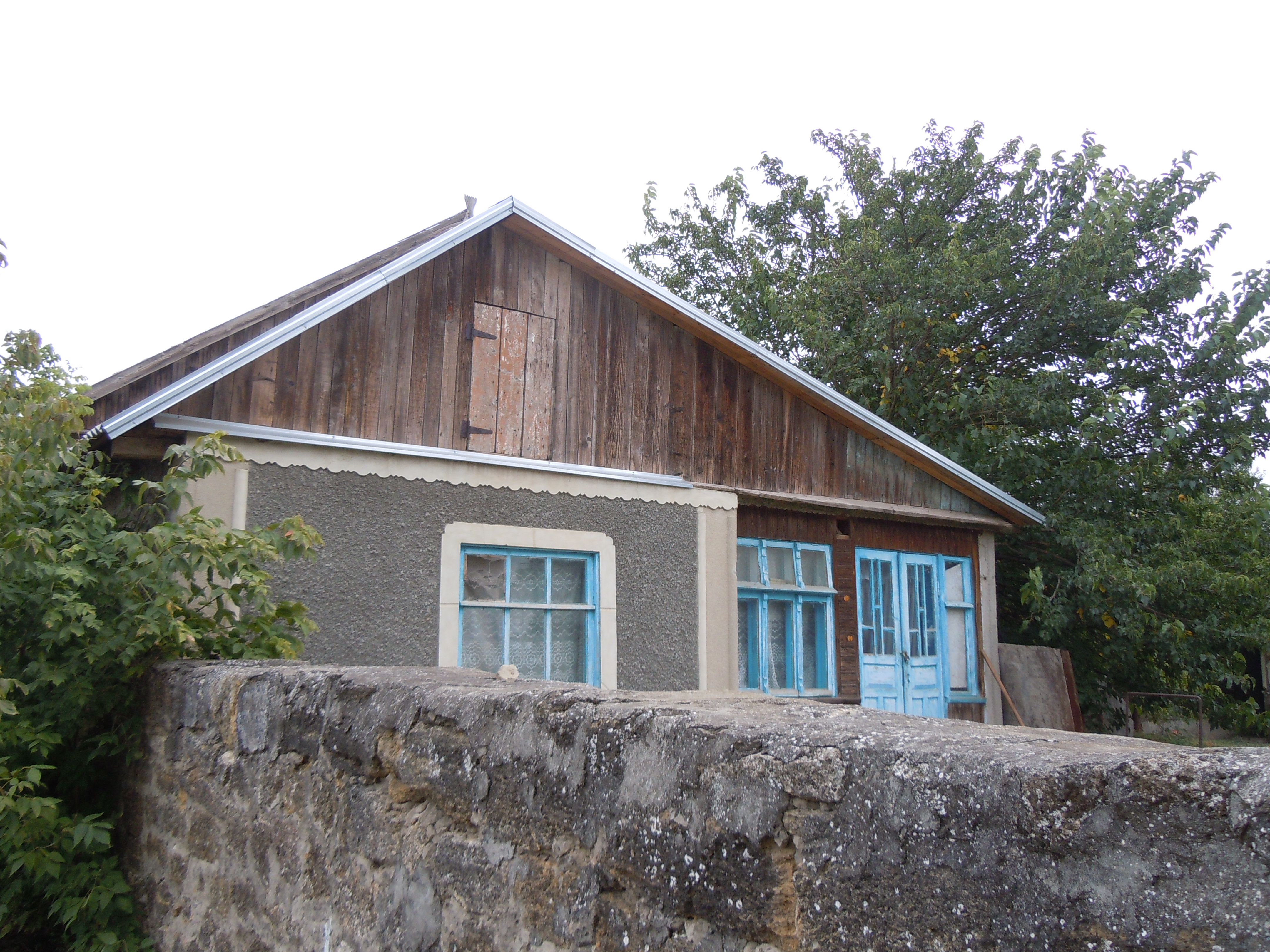
Хата в селі